# All I Wanna Do (canción de Dannii Minogue)
«All I Wanna Do» (en español: «Todo Lo Que Quiero Hacer») es una canción pop-dance interpretada por la cantante australiana Dannii Minogue perteneciente a su tercer álbum de estudio Girl (1997). La canción fue escrita por Brian Higgins, Matthew Gray, Stewart McLennan y Timothy Powell y producida por Higgins y Gray.

Este fue el primer lanzamiento dentro del nuevo acuerdo de Minogue con Warner Bros. Records. El acuerdo de varios millones de dólares inicialmente parecía lista para lanzar su carrera en todo el mundo, especialmente con el éxito de "All I Wanna Do".

## Lanzamiento
Fue lanzado como el primer sencillo del álbum Girl en el tercer trimestre de 1997 y alcanzó el top cinco del Reino Unido, vendiendo más de 195 000 copias, recibiendo un certificado de Plata por la BPI, y convirtiéndose en el primer sencillo de Minogue al principio de la Upfront Club Chart. En Australia estuvo entre los diez primeros, planeando en el número once.

## Cambio en Dannii
"All I Wanna Do" marcó un cambio significativo en la carrera de Minogue y en su imagen, al igual que su álbum Girl de la que fue tomada. Su imagen se había convertido en altamente sexualizada, que culminó en su calendario sesión de fotos desnudas y los videos sugerentes y las ilustraciones del álbum, que acompañó a su libre descarga.
Rápidamente se convirtió en uno de sus sencillos más exitosos.

## Posicionamiento
| Listas                    | Posición |
| ------------------------- | -------- |
| Australian Singles Chart  | 11       |
| Eurochart Hot 100 Singles | 19       |
| UK Singles Chart          | 4        |